# Несмеянов, Анатолий Александрович
Анатолий Александрович Несмеянов (род. 17 мая 1945 года, Нальчик, Кабардино-Балкарская АССР) — российский стоматолог, челюстно-лицевой хирург, военный врач, специалист в области электроодонтоанальгезии, имплантологии, первооткрыватель новой спортивной игры «Питербаскет», доктор медицинских наук, профессор, действительный член Российской академии естественных наук (РАЕН), Европейской академии естественных наук (ЕАЕН), Международной академии экологии безопасности человека и природы (МАНЭБ), Международной общественная академии авторов научных открытий и изобретений (МОААНОИ), Академии медико-технических наук (АМТН), заслуженный рационализатор РСФСР, изобретатель СССР, общественный заслуженный изобретатель отечества (соавтор 90 изобретений), общественный почётный изобретатель ЕАЕН,общественный почётный изобретатель АМТН. Игрок сборной команды ветеранов Санкт-Петербурга по баскетболу «Невские ветераны»70+.

## Происхождение и ранняя биография
Отец, Несмеянов Александр Максимович (1912—1982) — служащий, мать, Несмеянова (Ткачёва) Антонина Сидоровна (1915—1963) — медицинский работник, родом из кубанских казаков Ставропольского края, бежавших от раскулачивания и репрессий в Кабардино-Балкарию.
В 1963 году окончил нальчикскую среднюю школу. В школьные годы увлекался нумизматикой и баскетболом, получил 3-й разряд токаря, имеет 1-й разряд по баскетболу. После окончания школы обучался на стоматологическом факультете Первого Ленинградского медицинского института им. акад. И. П. Павлова (1964—1969) и в клинической ординатуре на кафедре челюстно-лицевой хирургии и стоматологии Военно-медицинской академии им. С. М. Кирова МО СССР (1973—1975). В период обучения в институте принимал участие в летних студенческих строительных отрядах. После окончания института был призван на срочную службу в должности врача-стоматолога (лейтенант медицинской службы) Краснознаменного крейсера «Киров» ОЛ Лен ВМБ ДКБФ ВМФ СССР (1969). Профессиональную стоматологическую помощь оказывал на крейсерах «Киров», «Железняков», «Свердлов», учебных кораблях «Бородино», «Гангут», гидрографическом судне «Полюс» и в бригаде подводных лодок в Лиепая. Участвовал во флотских учениях, в том числе и в международных.
Участвовал в первенствах по баскетболу в сборных командах Кронштадтской дивизии (1969—1973) и ВМФ СССР. Начальник 105-го Подвижного стоматологического кабинета Ленинградского военного округа (1975—1977). Старший ординатор клиники челюстно-лицевой хирургии и стоматологии ВМедА им. С. М. Кирова (1977—1981). Преподаватель кафедры челюстно-лицевой хирургии и стоматологии Военно-медицинской академии им. С. М. Кирова (1981—1988), начальник учебной части кафедры (1982—1987). Заместитель начальника кафедры (1988—1993). Играл за сборную команду по баскетболу (1973—1975). Полковник медицинской службы в отставке. Директор ООО «НОРДМЕД», лауреат «Золотой книги Санкт-Петербурга» (с 1993 года по настоящее время).

## Награды, премии и почетные звания
- Ветеран ВС РФ (1998). За 27 лет службы награждён девятью медалями
- Заслуженный рационализатор РСФСР (1981.)[1]
- Государственный Нагрудный знак Изобретатель СССР (1982)
- Общественный Заслуженный изобретатель отечества (2012, МОААНОИ)
- Общественный Почётный изобретатель Европы (2013, ЕАЕН)
- Общественный Почётный изобретатель АМТН (2013)
- Общественный Заслуженный деятель науки (2013, ЕАЕН)
- Премия им. А. Л. Чижевского (АМТН, 1997)
- «Звезда Вернадского» 2-й степени (РАЕН, 2001)
- «American Medal of Honor» ABI (2002)
- Серебряная медаль РАЕН им. акад. И. П. Павлова (2002) «За развитие медицины и здравоохранения»
- Серебряная медаль РАЕН им. проф. А. С. Попова (2002, 2013) «За заслуги в деле изобретательства»
- Почётная медаль РАЕН (2003) «За практический вклад в укрепление здоровья нации»
- Три серебряные и золотая медаль РАЕН им. акад. П. Л. Капицы (2002, 2006, 2009, 2014) «За научные идеи, гипотезы и открытия»
- Орден РАЕН им. В. Н. Татищева «За пользу отечеству».
- «За заслуги и личный вклад в развитии военной медицины и организации тактики медицинской службы» Ордена Святого Князя Александра Невского и Ломоносова (АПБОП)
- Медаль Н. К. Рериха (2003) и орден Святого Праведного Иоанна Кронштадтского (2005) «За вклад в дело развития МАНЭБ»
- Памятное свидетельство № 107 «Лучшему изобретателю ВМедА 2010»
- Медаль Учёного совета ВМедА.
- Знак — Лауреат НТТМ (1979, 1980)
- Две бронзовые, две серебряные и золотая медали ВДНХ СССР (1978, 1980, 1982, 1989)
- Две серебряные и золотая медали международной выставки «Архимед» (2008, 2009).
- Серебряный призёр 4-го чемпионата Европы по максибаскетболу 60+, Гамбург, Германия, (2006), 6-го — 65+, Загреб, Хорватия, (2010), 9-го −70+, Нови сад, Сербия (2016)
- Бронзовый призёр 5-го чемпионата Европы по максибаскетболу 60+, Пизаро, (2008), 7-го — 65+, Каунас, Литва, (2012)
- Серебряный призёр 8-й олимпиады ветеранов по максибаскетболу (FIMBA) в составе сборной команды Канады «Серебряные пули» 65+, Турин, Италия, (2013)
- Вице-чемпион чемпионата мира «Невские ветераны» 70+, Орландо, США (2015)

## Научная работа
А. А. Несмеянов является учеником выдающихся военных учёных Б. Д. Кабакова, Н. М. Александрова и В. А. Малышева. Наиболее значимые достижения в науке и практике получены в трёх направлениях:
- 1, это исследования в области физических способов обезболивания в стоматологии. Успешно защищены одна кандидатская (медицинская) и три докторские диссертации (медицинская и две технические), получены три авторских свидетельства на изобретения и промышленный образец, пять зарубежных патентов (США, Великобритании, Франции. Швейцарии и Канады), зарегистрированы две научные гипотезы и три научных открытия, изданы три монографии. Разработан и внедрён в клиническую практику новый аппарат ИННАН-3 для электроодонтоанальгезии при обработке твёрдых тканей зубов при их лечении и протезировании, осуществлен серийный выпуск аппарата, который в течение 15 лет успешно применялся в стоматологических подразделениях МЗ СССР и МО СССР. Электромедицинский аппарат для электроодонтоанальгезии ИНААН-3 демонстрировался на ВДНХ (золотая медаль, 1980), в Японии (г. Осака, 1981) и в Германии (г. Ганновер, 1982). Инициировал и занимался организацией традиционно проводимых с 1993 года в Санкт-Петербурге ежегодных практических международных «Петербургских Линков-Бюркель симпозиумов» по имплантологии и выставок по зуботехническому и зубоврачебному оборудованию и материалов «Дентал-парад» под эгидой МПА ГУ СНГ. Внёс заметный вклад в развитие альтернативной стоматологии, издание первой профессиональной газеты в Санкт-Петербурге «Дантист» и журнала «Клиническая имплантология и стоматология».
- 2, научные исследования и личный опыт лечения раненых и больных с сочетанной патологией челюстно-лицевой области и поражениями опорно-двигательного аппарата проявился в разработке новых устройств для осуществления приёма пищи, питья и ухода за полостью рта в условиях иммобилизации челюстей и двигательных ограничений верхних конечностей. Получен диплом за научное открытие. Разработано 19 устройств, способствующих улучшению условий питания, питья и ухода за полостью рта, из них 16 защищены патентами на изобретения, полезные модели и промышленные образцы. Выполнено одно диссертационное исследование на учёную степень кандидата медицинских наук. На 12 международном салоне промышленной собственности «Архимед-2009» экспонат «Специальная ложка для питания больных и раненных в челюстно-лицевую область» награждён дипломом и серебряной медалью. Издано учебное пособие.
- 3, новаторское научное направление, относящееся к спорту, здоровью населения и медицине, является разработка динамичного, привлекательного своей новизной и оригинальностью, упрощённого варианта баскетбола — «Питербаскета» или радиального баскетбола, который в силу свое доступности может быть рекомендован как начинающим игрокам (дошкольного возраста, начиная с двух лет- мини-питербаскет), так и для тренировочного процесса формирующихся физически здоровых игроков (от начальных классов школы и до совершенства лет) при отработке элементов ведения, паса, броска в корзину, защиты и нападения, повышения скорости и эффективности мышления, а также коллективного взаимодействия в игре. Кроме того — для поддержания физического тонуса и спортивной формы незаметно взрослеющих игроков (гранд-питербаскет), для детей-инвалидов, для лиц с ограниченными физическими возможностями. Постепенно питербаскет привлёк своей доступностью и увлекательностью детей дошкольного возраста, особенно в детских учреждениях Литвы (г. Каунас). Питербаскет-валид стал самостоятельной игрой в Литве и Польше у лиц c физическими недостатками. Обрёл себя питербаскет и в тренировочном процессе у российских школьников и студентов Йошкар-Олы, Тулы, Сургута, Санкт-Петербурга. Нальчика, Смоленска, Самары, Космодемьянска, Губкинского, Великих Лук. Питербаскет известен среди команд макси-баскетболистов Санкт-Петербурга, Каунаса, Гданьска, Киева, Тбилиси, Риги, Таллина, Турку, где тренируются и играют, поддерживая активную физическую форму и бодрость духа, люди достойного возраста команды ветеранов,70 — 75+. Питербаскет — командная спортивная игра с мячом, напоминающая классический баскетбол и стритбол, отличающаяся тем, что игра проходит на круглой площадке вокруг одной стойки с тремя прозрачными баскетбольными щитами с кольцами, причем, кольца могут опускаться на разную высоту. Международная академия авторов научных открытий и изобретений на основании результатов научной экспертизы заявки на открытие № а-397 от 3 июля 2006 года зарегистрировала научное открытие в области истории физической культуры и спорта, теории спортивных игр (диплом № 29-s) «Свойство игры с мячом — баскетбола, изменять свои пространственно-объёмные характеристики в зависимости от параметров игровой площадки», установленное в Санкт-Петербургском государственном университете имени П. Ф. Лесгафта, в Санкт-Петербургском научно-исследовательском институте физической культуры и в Российском государственном педагогическом университете имени А. И. Герцена. Результаты проводимых исследований по новой спортивной игре были защищены 18 патентами на товарные знаки, полезные модели, промышленные образцы, изобретения и двумя свидетельствами о государственной регистрации программ для ЭВМ на электронные учебно-методические комплексы. На 11-м международном салоне промышленной собственности (изобретения, промышленные образцы и товарные знаки) «Архимед-2008» за разработку экспонатов "Спортивная игра с мячом «питербаскет» и «Оборудование для спортивной игры с мячом питербаскет» решением международного жюри удостоены дипломами и награждены серебряной и золотой медалями. Создано "СНП по развитию физической культуры и спорта «Федерация питербаскета Санкт-Петербурга» (СПб, 2005 г.), разработаны чертежи и налажено производство установок питербаскета с телескопической стойкой (2007 г.), послуживших образцом для организации их производства в Литве (г. Каунас) и в Польше (г. Гданьск). По теме питербаскета изданы две монографии, два электронных учебных пособия, пособие для спортсменов и тренеров, пособие для педагогов дошкольных учреждений, а также начальных классов школы, правила игры в питербаскет на русском, английском, португальском и литовском языках, пишутся диссертации. Правила соревнований «Мини-питербаскет» и «Питебаскет-валид» изданы на русском и английском языках. Опубликовано более трёхсот научных публикаций, в том числе, в Литве, Болгарии, Германии и Израиле. Комиссия Министерства спорта Российской Федерации по признанию видов спорта, спортивных дисциплин и ведению Всероссийского реестра видов спорта на своё заседании 4 февраля 2015 г. решила рекомендовать Министерству спорта России направить в Общественную организацию «Российская федерация баскетбола» решение Комиссии о возможности рассмотрения вопроса о признании «питербаскета (радиальный баскетбол)» спортивной дисциплиной в виде спорта «баскетбол», а также направить в Общероссийскую общественную организацию «Всероссийская Федерация спорта лиц с поражением опорно-двигательного аппарата» и параолимпийский комитет России решение Комиссии о возможности рассмотрения вопроса о признании «питербаскет-валид» спортивной дисциплиной в виде спорта «спорт лиц с поражением ОДА». Ежегодно в разных регионах России и за рубежом А. А. Несмеянов с единомышленниками проводит презентации, мастер-классы (Литва, Латвия, Эстония, Финляндия, Швеция, Италия, Грузия, Польша, Канада, США, Молдова и др.) и соревнования по питербаскету: с 2003 года — ежегодные турниры, посвященные памяти А. К. Сухоносову (г. Нальчик, КБР), Универсиада "Наследие В. П. Кондрашина (СПб,2004), с 2005 г.- памяти О. А. Мамонтова (СПГПУ им. А. И. Герцена), в честь 70-летия О. И. Кутузова (СПб, Дворцовая площадь, 2005). Проведены шесть всероссийских и две международные универсиады по питербаскету (Санкт-Петербург, Москва, Смоленск, Самара, Уфа) среди студентов, обучающихся на факультетах и институтах адаптивной физической культуры, а также в Туле, Сургуте, Кронштадте, Курске, Космодемьянске, Йошкар-Оле, Губкинском, Казани, Чадыр-Лунге (Молдова), Каунасе, Йонишкисе (Литва), Гданьске (Польша), Лулео (Швеция), Турку, Кисаккалео (Финляндия). Международные соревнования по питербаскету (трикряпшису) проведены в Литве (Каунас, 2010), посвящённые памяти выдающегося советского баскетболиста Казимира К.Пяткявичуса (команды ветеранов СПб 60+,65+ и 70+) и международный турнир по питербаскету — памяти литовского баскетболиста, олимпийского чемпиона и чемпиона Европы Пранаса Любинаса, среди детей дошкольного возраста и начальных классов Литвы, России, Польши и Белоруссии (2012).

А. А. Несмеянов принимал участие в целом ряде других изобретений и открытий. Так, в соавторстве с В. В. Власюком и Ю. В. Лобзиным зарегистрировал научное открытие о механизме разрыва мозжечкового намёта (МН) при родовой травме черепа, объясняющее преобладания левосторонних повреждений МН и позволяющее впервые в мире описать такой морфологический феномен, как «область периостального застоя крыши черепа» (ОПЗ), а также выявить корреляции между расположением ОПЗ и локализацией повреждений МН. Совместно с В. В. Власюком и Ю. В. Лобзиным изобрёл способы определения проводной точки головки и степени асинклитизма (патенты на изобретения № 2422087 и № 2470583).

### Достижения в науке
А. А. Несмеянов является соавтором более 360 научных трудов, 9 монографий, 3 учебных пособий, 2 электронно-методических комплексов, 2 учебных фильмов, 90 изобретений (27 авторских свидетельств и 63 патента, в том числе зарубежных — США. Великобритании, Франции, Канады, Швейцарии), на товарные знаки, полезные модели, промышленные образцы и изобретения, 3 научных гипотез и 6 научных открытий.

## Основные Монографии
1. Синтез логически надёжных систем. А. А. Несмеянов с соавт., под общей редакцией проф. акад. РАЕН Б. П. Ивченко,ООО «Нордмед Плюс». Санкт-Петербург,2002.
2. Электроодонтоанальгезия (история одного исследования). А. А. Несмеянов с соавт. ООО «Нордмед Плюс», Санкт-Петербург,2003.
3.Военная челюстно-лицевая хирургия.-СПб: Нордмед Плюс.-2002.-160 с.
4. Василий Алексеевич Малышев. А. А. Несмеянов и соавт.- СПб,2002.- 60 с.
5.Доступный каждому баскетбол. А. А. Несмеянов и соавт./ пособие для спортсменов и тренеров.-СПб, «АНТТ-Принт», 2011.- 152 с.
6. Баскетбол для самых маленьких, А. А. Несмеянов и соавт./ Учебное пособие для педагогов дошкольных учреждений и начальных классов школы.-СПБ: Изд-во «Олимп-СПб».- 2012.-120 с.
7.Питербаскет и здоровье человека. А. А. Несмеянов и соавт./ Монография.- Тула: ООО «Тульский полиграфист»,2014.-214 с.
8.Питербаскет и здоровье человека. А. А. Несмеянов и соавт. Монография.- Германия: Palmarium Fcademic Publishing (русск.) /-215.
9.Диверсификация результатов научных открытий в медицине и биологии. А. А. Несмеянов с соавт. Том111. /под ред. Хадарцева А. А.-Тула: .Из-во Тул ГУ — Белгород: Белгородская областная типография, 2012.-186 с.

### Избранные статьи
1. Электрический зубной обезболиватель с повышенной стабилизацией рабочего тока/Медицинская техника.-1976.-№ 2. с.44-46.
2. An electric dental pain reliever with increased Stabilizatica of the working curret//Biomedical Engineering. — New York, <st1:country-region w:st="on">USA. — Vol. 1976.-10.№ 2.p. 107-108.
3. Имплантация искусственных зубов в России//Клиническая имплантология и стоматология.— СПб. — 1997.- № 1.
4. Metod of tooth anesthetizing during dental and device for effecting same. <st1:country-region w:st="on">United States Patent, 4,109,660,Aug.29.1978., c.1 — 6.
5. Dental electroanasthesia apparatus. Patent in <st1: country-region w:st="on">England № 1 546 040, 1979.,c.1-5.
6. Dispositif pour I,anestesthesie electrique d, une dent au cours de son traitement. Patent in <st1: country-region w:st="on">France № 2380 768, 1979., c. 1-13.
7. Devis for electrically anaesthetizing tooth during dental treatment. CANADIAN PATENT № 1096448, 1981, с. 1-13.
8. Einrichtung zur elektrischen Anasthesie eines Zahnes. Patent <st1: country-region w:st="on">Switzerland № 628 801, 1981,с.1-5.
9. Лечение и реабилитация игроков с психической зависимостью от азартной игры другой игровой деятельностью//Спортивные игры: настоящее и будущее. Материалы международной конференции.- СПб.-2004. — с.12-19.
10. Открытие закономерности формирования психоэмоционального состояния человека с внешними патологическими признаками (на примере состояния больных с нарушением костей лицевого скелета//Инновационная деятельность в Вооружённых Силах Российской Федерации: туды всеармейской научно-практической конференции, 22-23 ноября 2007 г.-СПб: ВАС.- С.70-73.
11. Игровая реабилитация на этапах лечения раненых и больных с поражением опорно-двигательного аппарата//Адаптивная физическая культура.- СПб.-2004.- № 2(18).- С.30-33.
12. Спортивная игра питербаскет как восстановительная технология с позиции хаоса и саморегуляции(обзор научной литературы)//Фундаментальные исследования.- № 12.-С.78-83.
13. Universities sport is the heat of all sports. International scientific conference for students and professors. The meaning of Piterbasket at beginning stage of special basketball training. 0 Herzen state pedagogical university of Russia.ST.Petersburg,Russia/ c. 19-20/ May 16/2007. Kaunas. Lithuanian. Academy of physical education.
14. Питербаскет. СПб, «Геликон Плюс»,2009.
15. Совершенствование физического развития и здоровья школьников 1 — 8 классов в условиях новой подвижной и спортивной игры радиальный баскетбол. Евразийский Союз Учёных (ЕСУ)#4(25), 2016,-Педагогические науки, с.43-47.
16. Развивающая технология физического воспитания младших школьников на основе использования игры — радиальный баскетбол (питербаскет)// Адаптивная физическая культура.- 2010.-№ 2(42).- С.34-35.
17. Научное открытие//Адаптивная физическая культура.-2007.-№ 4.- С.20.
18. Санкт-Петрбург, Йошкар-Ола, Каунас… Этапы большого пути.// Адаптивная физическая культура.-2009.-№ 4(40).- С.54-56.
19. Calculation of Strength and Stiffness of Sports Equipment for Games in a Radial Basketball. V. P. Ovchinnikov, A. A. Nesmeyanov, A. N. Chuiko Mechanics, Materials Sciences & Engineering Journal Vol. 6, Austria, Sankt Lorenzen, 2016, p 151—158.